# 新アッシリア帝国の王妃

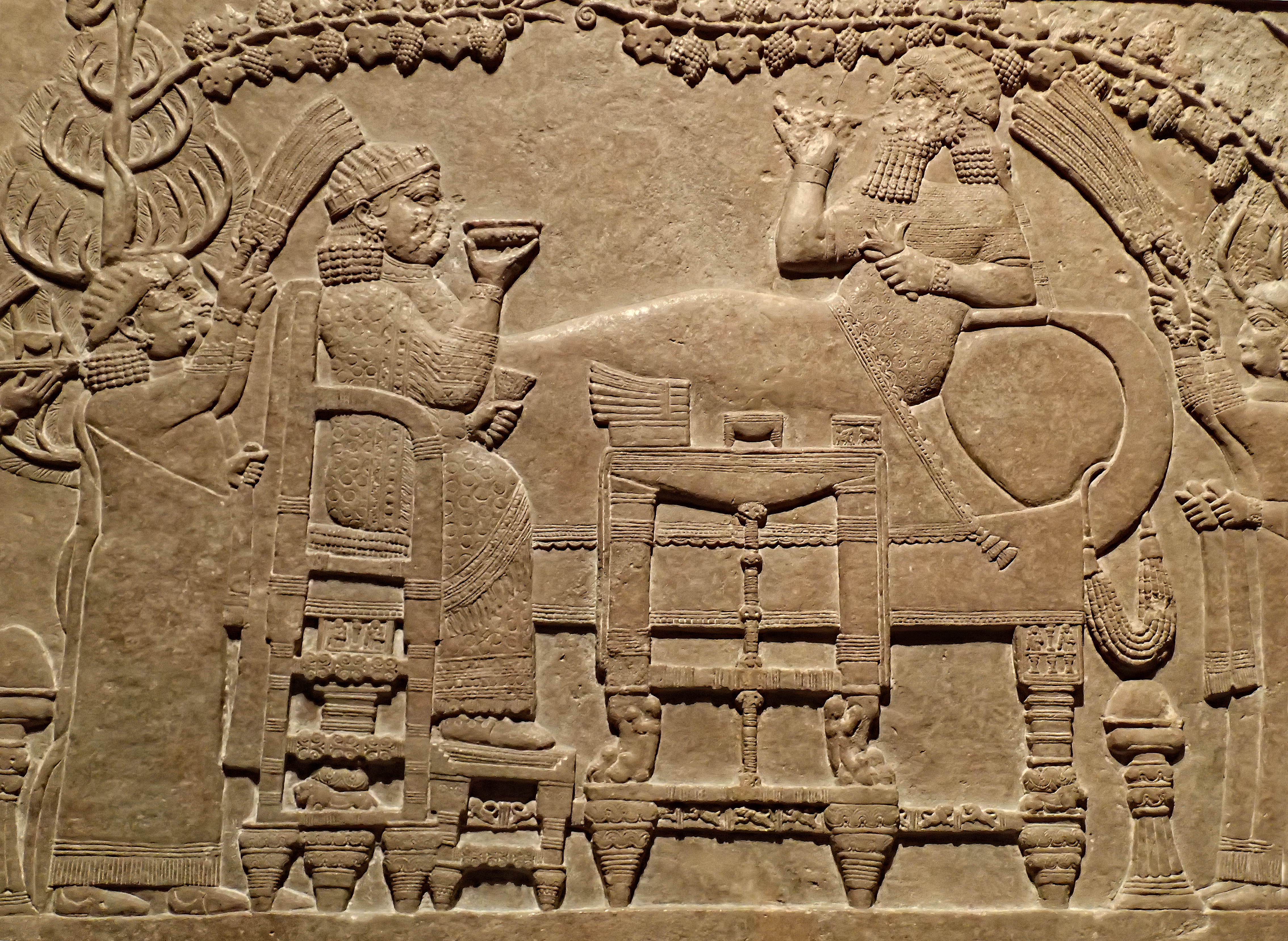
ニネヴェで発見された「園遊会」の浮彫。新アッシリア帝国の王妃リッバリ・シャラト（左）が夫のアッシュルバニパル王（在位：前669年-631年）と食事を共にする姿を描いている。

新アッシリア帝国の王妃（しんアッシリアていこくのおうひ、アッカド語：issi ekalliまたはsēgallu、直訳: 宮廷夫人）では、古代メソポタミア地方に存在した新アッシリア帝国の、アッシリア王夫人（王妃）について解説する。
王妃たちの権力と影響力の源泉は、彼女らの夫との関係にあったが、彼女たちは政治力を欠いた飾り物ではなかった。王妃たちは自らの（しばしば相当の重要性を持つ）財政と帝国全土の広大な邸宅を管理した。資産を管理するために、王妃たちはシャキントゥ（šakintu）と呼ばれる女性の管理者らを長とする大規模な行政スタッフを抱えていた。王妃たちの義務の中には宗教的責任や王宮の一部の管理があり、「内なる領域の支配者（rulers of the domestic realm）」としての役割は「宮廷夫人（Women of the Palace）」という称号に反映されている。王妃たちの権力と影響力はサルゴン王朝（前722年-前609年）において更に強まった。この時代、彼女たちは頻繁に芸術作品に登場し、王妃自身に直接従属する大規模な軍部隊が創設された。
最も有名かつ強力であった新アッシリア帝国の王妃はサンムラマートである。彼女は夫シャムシ・アダド5世が前811年に死去した後、一時的に息子のアダド・ニラリ3世の摂政を務めていたかもしれない。また、サンムラマートは息子の軍事遠征にも同行したと記録されている。ニムルドの発掘によって王妃の墓の遺構が多数発見されており、彼女たちの人生および服装、レガリア（権力の象徴の品）についての知見が得られている。

## 地位と役割

### 王妃の称号とシンボル

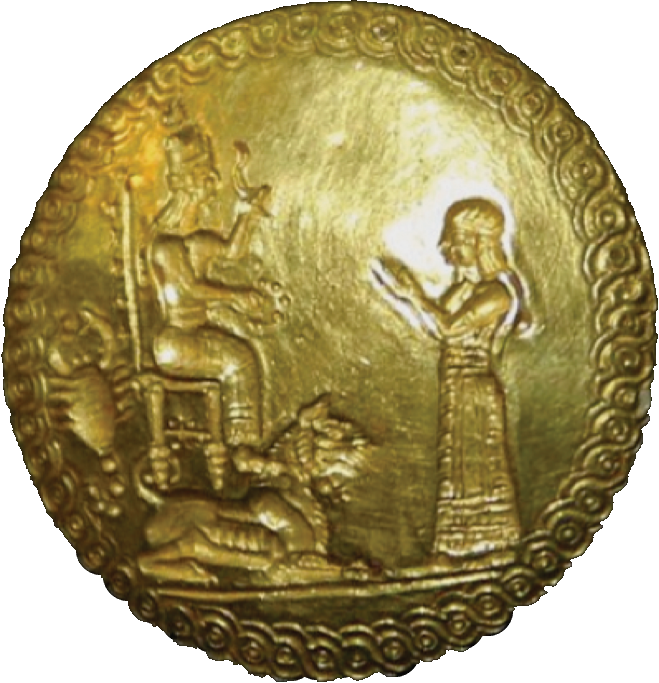
シャルマネセル4世（在位：前783年-前773年）の王妃ハマの印章。ハマ（右）が女神（左）の前で拝礼している姿が描かれている。女神の背後のサソリのシンボルに注意。このシンボルは王妃たちのシンボルとして一般的に用いられた。

新アッシリア帝国の王妃を指すアッカド語の楔形文字はmí.é.gal、munus.é.gal、またはmí.kur,である。これは恐らくアッシリア語のissi ekalliが表されており、字義通りには「宮廷夫人（Woman of the Palace）」の意である。この言葉は恐らくsēgalluと省略されることもあった。省略されても意味は同じである。現代の学者は新アッシリアの「宮廷夫人」にqueens（女王）という英訳を与えている。ただしこれは古代アッシリア語における用語法とは異なる。王（シャル、šarru）という単語の女性形はシャラトゥ（女王、šarratu）であった。しかしこの単語は女神たちまたは自らの権利によって統治する外国の女王たちにのみ適用された。アッシリア王の配偶者たちが自ら統治することはなかったため、アッシリア人たちは彼女らをšarratuという単語で言及することはなかった。この用語の使い分けは新アッシリア帝国よりも遥かに小さな領土を支配する外国の女王たちがアッシリアの王妃よりも格上と見なされていたことを意味するわけではない。C・メルヴィル（C. Melville）のようなごく一部の現代の学者は、未だにアッシリアの王妃たちを単に「妻（wife）」「配偶者（consorts）」と表現することを好んでいる。「宮廷夫人」という称号は新アッシリア時代に新しく創出されたものであり、直前の中アッシリア時代には王妃たちはaššat šarre（王の妻、Wife of the King）と呼ばれていた。
新アッシリア時代の後期になるにつれ、王族の女性に対してさらなる諸称号が導入された。これは恐らく前王妃・前妻らと他の王族女性を何と呼べば良いのかという問題が生じたことによる。サルゴン2世（在位：前722年-前705年）の下、王太子の妻の称号としてbēlat bēti（奥方、Lady of the House）が導入された。またummi šari（王母、Mother of the King）という称号もサルゴン2世の後継者センナケリブ（在位：前705年-前681年）の下で初めて確認されている。これは現王の母である前王妃、即ち太后（Queen mother）に相当すると理解するのが最良であろう。ummi šariは生涯にわたり重要な地位を維持できていた。センナケリブの妻でありその後継者エサルハドン（在位：前681年-前669年）の母であったナキアは、センナケリブの孫アッシュルバニパル（在位：前669年-前631年）の治世でも、もはや在位中の王の母ではないにもかかわらずummi šariの称号を帯びていたことが確認されている。
王妃たちを指し示すために頻繁に用いられたシンボル（王妃たち自身の王室のシンボルであったと見られる）はサソリであり、文書や品物で使用されている。メソポタミアの美術においてサソリは受胎（fertility）と密接に関係しており、先史時代から宗教的なシンボルとして美術品で使用されていたことが知られている。あるいはサソリと王妃たちが関連付けられた理由は、王妃たちに理想的な母親としての役割が期待されていたことにあるのかもかもしれない。王位継承者を産み育てることは疑いなくアッシリア王妃の最も重要な義務であった。雌のサソリを指す言葉はtārit zuqaqīpi（直訳: 彼女はサソリを拾う者）であるが、構成要素であるtāritは動詞tarû（「生じる」「拾う」）から来ており（「乳母」「子守」の意味でも用いられる）、この名称はサソリの雌が子供を背負って移動する習性があることに由来すると考えられる。毒の尻尾を持ち、激しく子供を守るサソリの母親の姿がアッシリア王妃の理想像に重ね合わせられたのかもしれない。

### 地位と権力

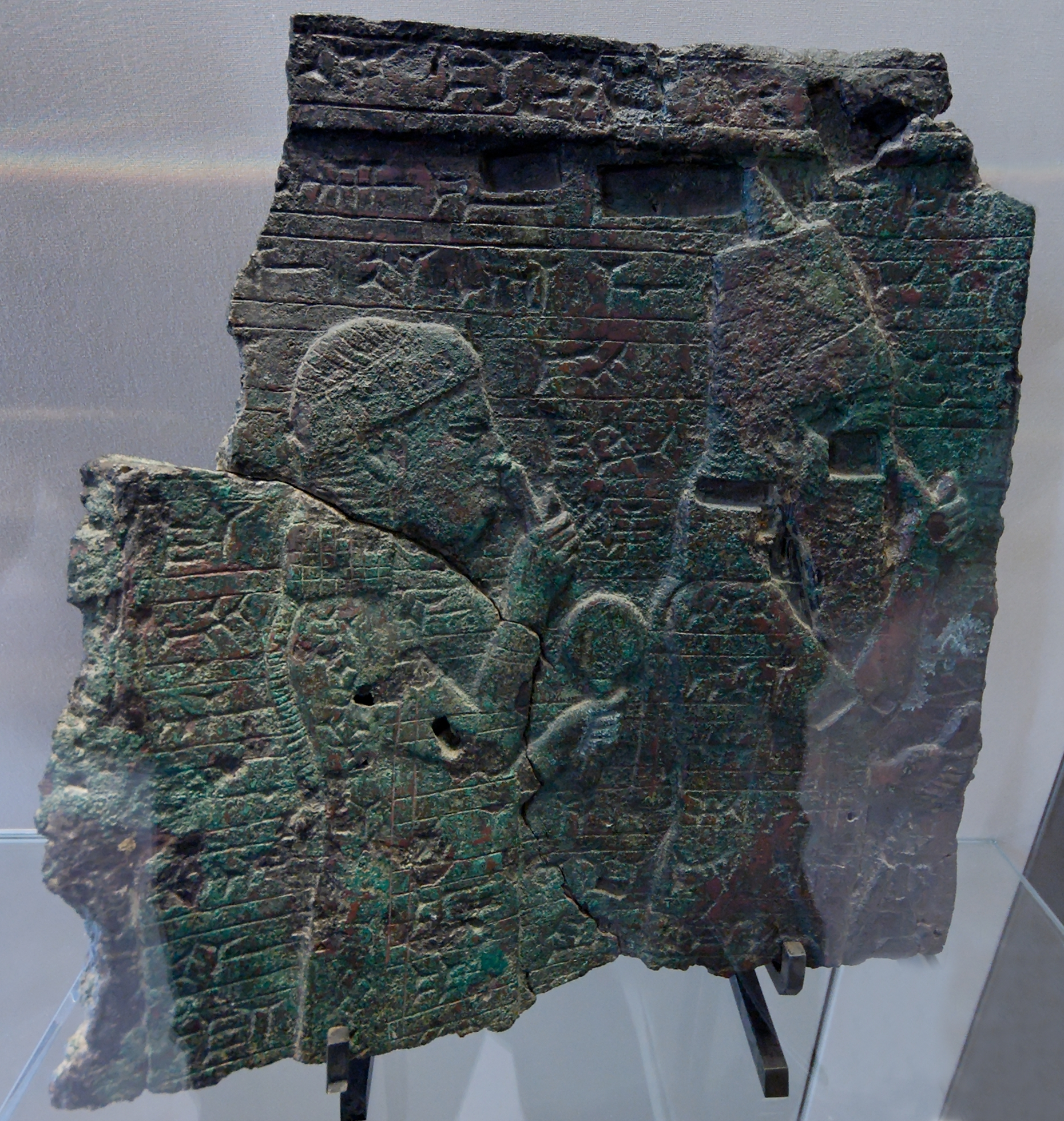
エサルハドン（右、在位：前681年-前669年）と彼の母ナキア（左）を描いたレリーフ

王妃たちは（王宮を構成する他の全ての男性および女性と同様に）最終的には王との関係性からその権力と影響力を得ていたが、彼女たちは政治力のない飾り物ではなかった。王妃は財政上の問題に関与し、観念的には王位継承者を産むことこそがその責務であったが、同時に、政府の極めて高いレベルにおいて他にいくつもの義務と責任も持っていた。新アッシリアの王妃は様々な儀式のような宗教的活動の手配に関与し、財政的に諸神殿を支援し、神々に捧げものを贈った。彼女たちが政治的な決断においてある種の役割を発揮したことも明らかである。王妃たちは数多の高級官吏から尊崇を受け、相当な規模の自らの財源を保有していた。このことは彼女たちの家庭および活動に関する現存文書のみならず、彼女らの墓から発見された宝物からも明確になっている。王妃たちがアッシリア社会の重要人物であったことは、王たちが彼女たちを特別な存在であると認識していた証拠が十分にあることからもわかる。センナケリブはニネヴェ市の宮殿建設に関する碑文において、王妃タシュメトゥ・シャラトを彼の「最愛の妻、[女神]ベリト・イリが全ての女たちよりも完璧に造り上げたる美貌」と公に描写している。エサルハドンは妻エシャラ・ハンマトが死亡した時、彼女のために巨大な霊廟を建設した。
王妃たちは大規模なスタッフを抱えており、彼女らの眷属（households）の行政部門は滅亡に至るまで帝国の行政機構に不可欠の部分を構成していた。王妃たちの眷属は新アッシリア帝国全土に広大な土地と役所を所有し、多数の人々を使役していた。王妃たちのスタッフはšakintuという称号を持つ一連の女性管理者に率いられており、彼女たち自身もかなりの財力と人員を抱えていた。šakintuは比較的に自由に王妃の所領を運営していた可能性がある。このšakintuのスタッフには男性も女性もおり、村落管理官（village managers）、宮廷監督官（palace overseers）、料理長、パン職人長（chief bakers）、そして会計（treasurers）などの地位があった。同様に織工（weaver）、羊飼い（shepherds）、革職人（leatherworkers）のような労働者もいた。多くの所領の主たる事業は繊維産業（首都の王宮および交易用に供給する）であったかもしれない。サルゴン2世の治世には、王妃に仕える軍部隊が創設された。恐らく、タルタン（最高指揮官）の持つ権威を懸念したもので、サルゴン2世は軍部を2つに分割し、王妃の軍隊にもタルタンを1人任命した。サルゴン王朝の後の王たちの下で、王妃の受け持つ軍隊は増員され多様化した。この軍団は単なる身辺警護のみを職責とするのではなく、その中には歩兵隊（cohorts of infantry）、戦車隊、そして複数の指揮官がいた。王妃の軍団のいくつかは遠征軍の一部を構成していたことが証明されており、これは彼らが単なる王妃の儀仗兵ではなく帝国の軍事力の一部であったことを意味する。

「宮廷夫人」という称号は王との関係よりも王宮に関する王妃たちの役割に重点を置いたものであり、「内なる領域の支配者（rulers of the domestic realm）」としての彼女たちの役割は、彼女たちが王の正妃であること以上の重要性を持っていたことを暗示している。彼女たちの王宮との強い関係を更に示しているのは、幾人もの王妃が葬られたニムルドの王妃の墓である。この墓地は首都ニムルドの王宮の床下に建設された。すなわち、王妃たちはアッシリアの宗教・儀礼的中心であるアッシュル市の王墓で王たちの傍らに埋葬されたのではなく、ニムルドの王宮地下に埋葬されたのである。

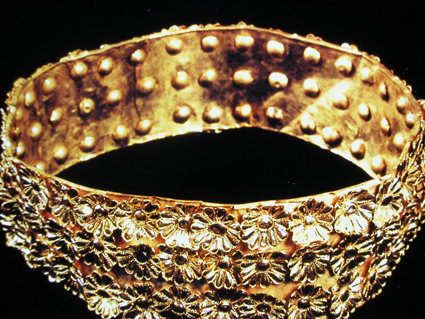
イアバ、バニトゥ、およびアタリアの墓で発見された黄金の冠。この特別な冠はレヴァント美術で描かれる被り物（headgear）を連想させる。

エサルハドンの治世は（恐らく彼の男性親族に対する不信のために）特に王族女性が大きな政治的権力を振るうことが可能だった時代であったが、それ以前にも同じように帝国で強力な権力を振るった女性はいた。最も強力かつ有名な新アッシリアの王妃はシャムシ・アダド5世（在位：前824年-前811年）の王妃サンムラマートである。彼女について、シャムシ・アダド5世の治世中の記録は乏しいが、彼の死と、息子のアダド・ニラリ3世（在位：前811年-前783年）の王位継承の後にサンムラマートは権力の座に着いた。アダド・ニラリ3世は王位継承時点においては非常に若く、彼の治世初期のいくつかの史料は、引き続きサンムラマートを王妃として言及している。恐らく、これは彼女が摂政として自ら統治していたことを示している。境界石に記されたある碑文では、サンムラマート自身が息子の軍事遠征に参加していたとされる。サンムラマートは後世において、伝説の女王セミラミスとして不滅の存在となった。エサルハドンの母ナキアもまた、夫センナケリブの死後に非常に強大な権力を握った。彼女は主要なアッシリアの諸都市に自身の邸宅を持つなど、極めて強大な富を保持し、彼女自身の名においてニネヴェ市に息子の宮殿を建設させた。

### 学術的な論争と問題
王妃（queen）という地位が王の地位とどのように結びついていたのか、正確にはわかっていない。ほとんどの場合、王妃とは時の王の配偶者であった。王妃が王の死後もその称号と立場を維持していたのか、あるいは称号と地位は新たな王の妻へとすぐ移譲されたのかについては学術的な論争の最中にある。大半の学者は王妃の称号は在位中の王の妻にのみ適用され、その称号は王の死後には残されなかったという説を支持している。
幾人かの学者は、行政文書から王妃を特定する際の問題に基づき、複数の女性が「宮廷夫人」の称号を同時期に与えられていた可能性があるとしている。2004年、サラ・C・メルヴィル（Sarah C. Melville）は、「宮廷夫人」という表現の使い方は王宮の内部と外部とでは異なっており、アッシリア帝国に関しては「宮廷夫人」はただ1人であったが、王宮内においては複数の女性が「宮廷夫人」の称号を持つことができたと主張した。アッシリアの王たちは複数の妻（あるいは少なくとも女性のパートナー）を持っていたが、複数の「宮廷夫人」がいたという説には深刻な問題がある。最も重要なことは、アッシリアの文書は常に「宮廷夫人」という用語をいかなる限定符（qualifiers）も付加せずに用いていることで、これはこの言葉が明確に王の正妻を指すものであったことを示す。大部分の学者は同時期に「宮廷夫人」はただ1人であったという説を支持している。王室の結婚式について説明する文書記録も王妃の数を記録したリストも発見されていないため学術的な調査は困難なものになっている。

## 服飾とレガリア

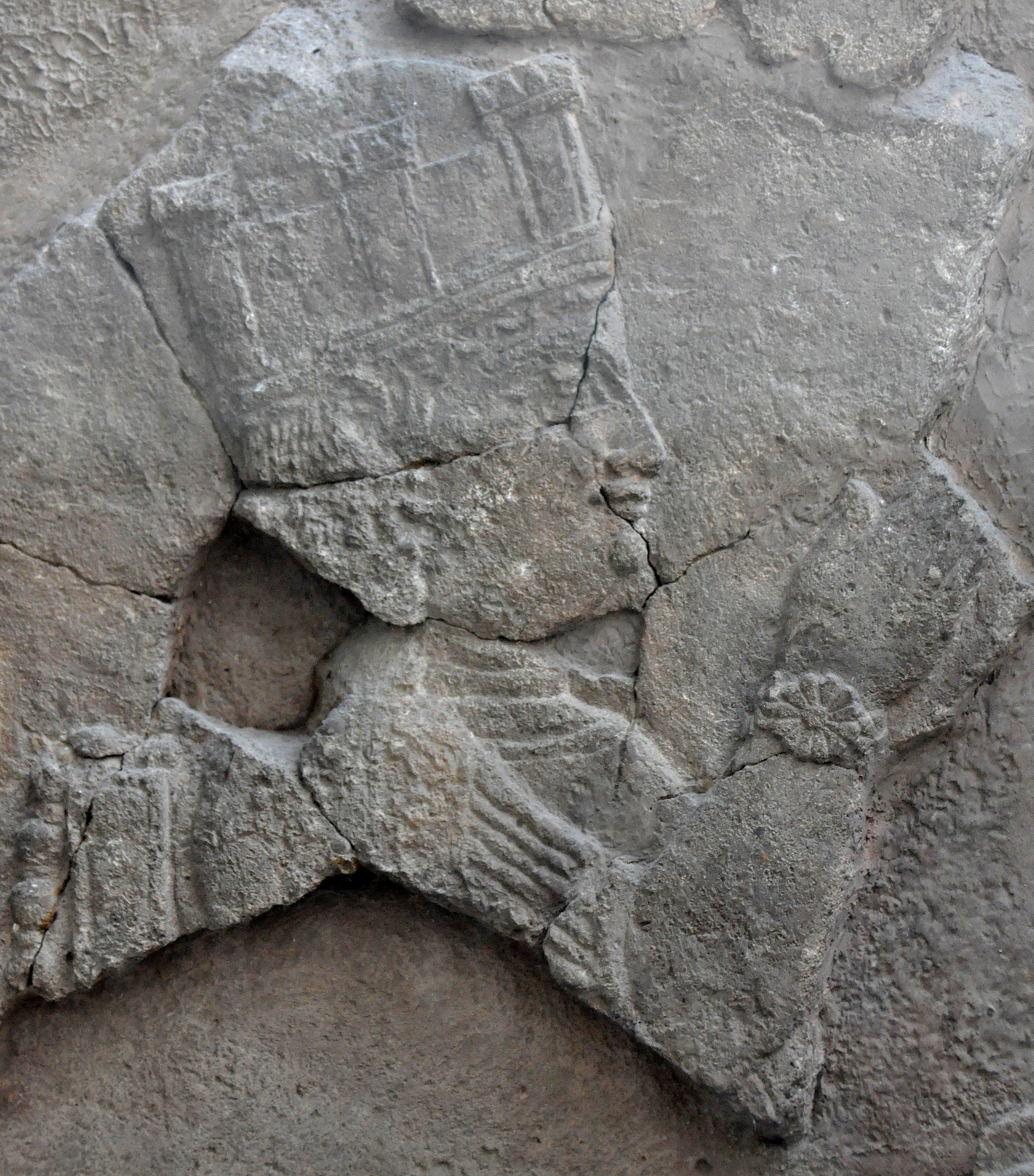
石碑に描かれたアッシュルバニパルの王妃リッバリ・シャラトの詳細。彼女は城壁冠を被っている。

アッシリアの王妃たちは、夫のものとは体裁が異なってはいたが、王冠を身に着けていた。彼女らの冠は現代の学者によって一般に城壁冠（the mural crown）として言及されており、城壁を連想させるデザインが組み込まれている。古代アッシリアではこの冠はkilīlu（胸壁、battlements）と呼ばれた。この王冠はメソポタミアでは極めて特異なデザインで、王妃の頭によくフィットしたバンドによって冠本体よりもやや高く突き出た規則的な並びの搭状の装飾が留められていた。この城壁冠は、恐らく強い政治的価値と女性権力の重要なシンボルであった。宗教的あるいは信仰的図像など、王冠の着用が不適切な場面を描いた美術品においては、王妃はしばしば冠を被ることなく描かれている。この場合においては、王妃たちは無地のヘッドバンドなど、より控えめなレガリアを身に着けていた。
王妃たちの王室の装束はメソポタミア神話から着想を得ていた可能性がある。『イシュタルの冥界下り』における女神イシュタルの装束の描写は、現在知られている新アッシリアの王妃たちの装束と非常によく似ている。イシュタルの権能の一部が出産であったことから、そのドレスも同様に出産に関連していたかもしれない。この女神と王妃が最も類似している点としては、イシュタルもまたアッシリア美術において城壁冠を被っていることである。これは観念的に王妃がイシュタル神の写像であり、時にイシュタルの化身と見られていた可能性を示す。

ニムルドの王妃の墓には、王妃たちのレガリアのセットが多数保存されていた。それぞれの王妃の典型的な装いは、頭飾り（headdress）または冠、ネックレス、イヤリング、ブレスレット、ビーズ、最大10個までの指輪、金飾り、1つまたは複数の印章、そして鏡などであった。品物全体の詳細は王妃によって異なり、それぞれの個性と生前における独自のファッションを示している。図像学の観点からは、王妃の装身具はアッシリア王室の伝統（アイ・ストーンなど）と多様な外国の品々（金、瑪瑙、紅玉髄）という二つの側面が組み込まれており、恐らくはアッシリア帝国の広大さと優位性とを表現している。ニムルドの王妃の墓で発見された王妃のドレスとレガリアの多くは、イヤリングやブレスレットなどであり、王妃たちの図像とよく合致しているが、こうした美術表現と一致しないものある。最も顕著な相違点は、王妃たることを最も良く主張する美術描写である城壁冠が発見されていないことである。その代わり、王妃たちは異なる種類の頭飾りを身に着けてニムルドの墓地に埋葬された。恐らく、城壁冠は美術表現から読み取れるほどには王妃の地位の中核を占めるものではなかったか、城壁冠が「冠の金庫（crown treasury）」に属するもので王妃個人のものではなく、それ故に墓に埋納するわけにはいかなかったのであろう。

## 史料
王妃各個人に関する現存史料は非常に乏しい。存命中、王妃たちが名前などで言及されることは滅多になく、彼女らに関する有効な言及の大部分は葬送の際の文書と碑文である。従って、王妃たちの名前の多くは不詳である。王妃に関する最も幅広い情報は、1988年に発見されたニムルドの王妃の墓から発掘されたものである。多くの場合、各々の王妃について利用可能な歴史的情報は非常に少ない。新アッシリア時代の既知の最も古い王妃ムリッス・ムカンニシャト・ニヌア（アッシュル・ナツィルパル2世の妻）は何らかの形で家族歴の詳細が特定できている唯一の王妃である。彼女の葬送碑文は、その父親がアッシュルナツィルパルの「大献酌官」Ashur-nirka-da’’inniであったことに言及している。
王妃たちの名前が記録上乏しいこととは対照的に、王妃たちは行政文書で名前なしで言及されることは頻繁にある。このような文書から彼女たちの眷属（households）、立場と地位について洞察することができるが、それがどの王妃についてのことなのか特定することは困難である場合がある。王妃たちに言及する既知の文書は前844年からアッシリアの首都ニネヴェ（センナケリブの下でニムルドからニネヴェへと遷都された）が陥落する前612年までに跨って、200点近くある。

## 美術における存在感

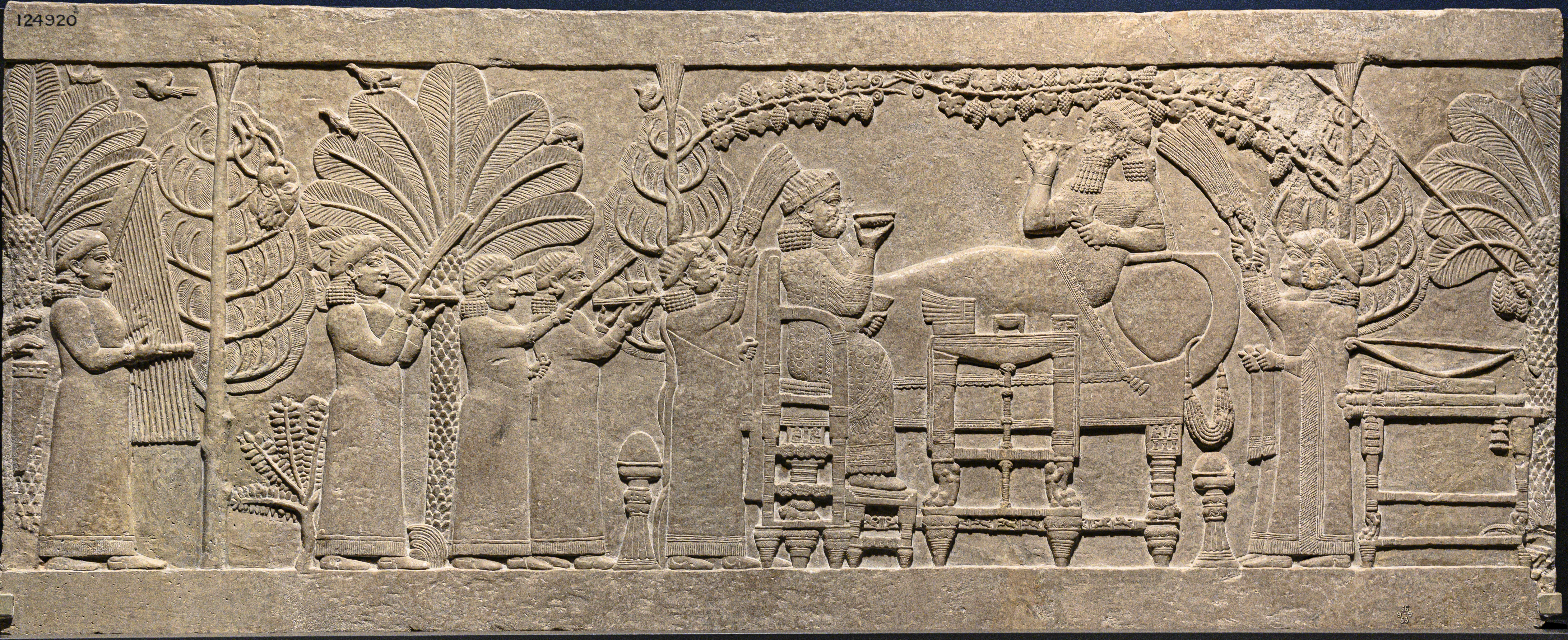
「園遊会」のレリーフの全体像。王夫妻および周囲の場面を描いている。

新アッシリア時代の王と男性の役人の芸術的描写は数多く残されているが、王妃の描写は稀である。これは必ずしも彼女たちが重要ではなかったことを示すものではなく、それよりはむしろ王族女性の安全を確保するための処置と理解することができる。現存する相当数の文書で、図像に対して加えられた危害はその図像が表している人物に対して有害な影響をもたらすとアッシリア人が考えていたことが述べられている。
王妃を描いた最も有名な新アッシリア時代の美術的表現はアッシュルバニパルの「園遊会」のレリーフであり、寝台でくつろぐアッシュルバニパルと、その対面で高椅子に座る王妃リッバリ・シャラトが描かれている。この夫婦は臣下に付き従われ、アッシュルバニパルのエラム人に対する勝利を祝って杯を上げている。このレリーフは、アッシュルバニパルを高い位置で大きく描くことでその高い地位を示しているが、リッバリ・シャラトもまた王との密接な関連性によって特別高い地位に属することが示されている。彼女の礼服（robe）とジュエリーは王と同等のものであり、神聖さを醸し出している。「園遊会」のレリーフの驚くべき特徴は、リッバリ・シャラトが城壁冠を被った姿で描かれている一方、アッシュルバニパルは（簡単なヘッドバンドを別として）王冠を身に着けていないこと、そして王たるアッシュルバニパルは寝そべっているのに対して王妃リッバリ・シャラトは座っていることである。玉座に座ることは王室の特権であった。図像の中の臣下もまた全員が女性であり、リッバリ・シャラトのスタッフの一員である。まとめると、このような芸術表現が選択されていることは、この場面が実際のところアッシュルバニパルではなくリッバリ・シャラトを中心に組み立てられていることを意味する。これは実質的に宮廷を保有する王以外の個人を描いた古代アッシリアの図像表現として現存する唯一のものである。

## 王妃の一覧

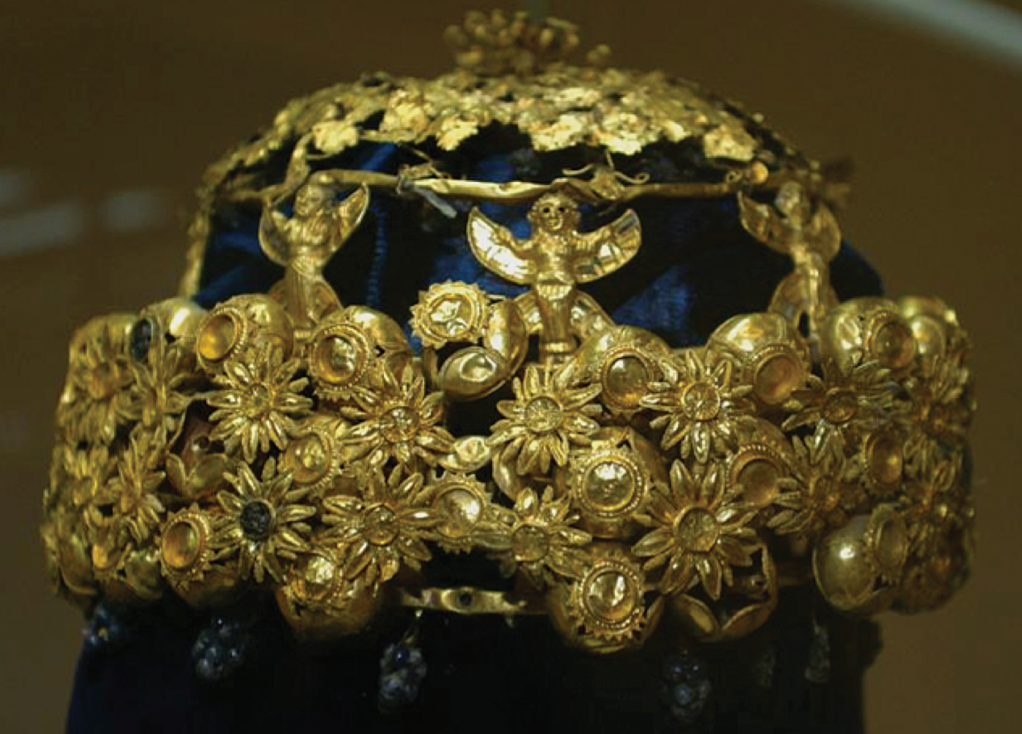
ハマの墓から発見された黄金の冠。

### 名前が判明している王妃
- ムリッス・ムカンニシャト・ニヌア （Mullissu-mukannišat-Nīnua）、アッシュル・ナツィルパル2世（在位：前883年-前859年）の王妃[22]。
- サンムラマート （Sammu-rāmat）、シャムシ・アダド5世（在位：前824年-前811年）の王妃[8]。
- ハマ （Ḫamâ）、シャルマネセル4世（在位：前783年-前773年）の王妃[19]。
- イアバ（英語版） （Iabâ）、ティグラト・ピレセル3世（在位：前745年-前727年）の王妃[34]。
- バニトゥ（英語版）[注釈 5]（Banītu）、シャルマネセル5世（在位：前727年-前722年）の王妃[34]。
- アタリア（英語版） （Atalia）、サルゴン2世（在位：前722年-前705年）の王妃[34][注釈 6]
- タシュメトゥ・シャラト （Tašmētu-šarrat）、センナケリブ（在位：前705年-前681年）の王妃[38]。
- (?) ナキア （Naqī'a）、恐らくはセンナケリブの別の王妃[38][注釈 7]
- エシャラ・ハンマト （Ešarra-ḫammat）、エサルハドン（在位：前681年-前669年）[40]。
- リッバリ・シャラト （Libbali-šarrat）、アッシュルバニパル（在位：前668年-前631年）の王妃[41]。
- アナ・タシュメトゥム・タクラク （Ana-Tašmētum-taklāk）、碑文断片からのみ知られている王妃。センナケリブの治世以降の時代の王妃（センナケリブ治世中に首都となったニネヴェの史料で証明されたため）である。恐らくはアッシュル・エティル・イラニまたはシン・シャル・イシュクンの名前不詳の王妃たちの1人と同一人物[42]。

### 名前不詳の王妃
- シャルマネセル3世（在位：前859年-前824年）の王妃。王妃に言及する3つの碑文から存在が証明されている[43]。
- アダド・ニラリ3世（在位：前811年-前783年）の王妃。恐らく王妃に言及するいくつかの碑文から証明可能である[43]。
- アッシュル・ダン3世（在位：前773年-前755年）の王妃。王妃に言及する3つの碑文から存在が証明されている[43]。
- アッシュル・ニラリ5世（在位：前754年-前745年）の王妃。王妃に言及する5つの碑文から存在が証明されている[43]。
- アッシュル・エティル・イラニ（在位：前631年-前627年）の王妃。王妃に言及する2つの碑文から存在が証明されている[43]。
- シン・シャル・イシュクン（在位：前627年-前612年）の王妃。王妃に言及する6つの碑文から存在が証明されている[43]。